# دهستان القورات
دهستان القورات، دهستانی در بخش مرکزی شهرستان بیرجند به مرکزیت روستای بزرگ دستگرد است. این دهستان پرجمعیت ترین و توسعه یافته ترین دهستان شهرستان بیرجند و استان خراسان جنوبی است. سالهای اخیر به دلایل گوناگونی از جمله کم آبی و امکانات کم، اکثر مردمان القورات به شهرها و بخش ها و بعضاً روستا های بزرگ دهستان‌ های اطراف مهاجرت کرده اند. مهاجرپذیرترین شهرها به ترتیب بیرجند، قائن، درمیان و سربیشه بوده اند.

## جمعیت
جمعیت این دهستان، بر اساس سرشماری سال ۱۴۰۲، بالغ بر ۱۲۷۸۰ نفر می‌باشد.

## روستاها و شهرکها
- دستگرد(مرکز)

"دستگرد در ۵ کیلومتری شمال شرقی بیرجند قرار دارد. این روستای بزرگ طبق مصوبات فرمانداری و استانداری ذیربط قرار است نهایتا تا سال ۱۴۰۵ هجری شمسی به شهری به نام زیباشهر ارتقاء یابد."
- کلاته بجدی
- غیوگ
- کریم آباد
- میاباد
- حاجی آباد
- پسوج
- زیراج
- پیرانج (پیرنج) [۶]

و...

## موقعیت
دهستان القورات طبق آخرین تقسیمات کشوری و پس از جدا شدن دهستان فشارود به مرکزیت کندر با وسعتی معادل ۸۶۴ کیلومتر مربع مشتمل بر ۲۵۰ آبادی می‌باشد که از این میان ۶۴ آبادی دارای سکنه و ۱۸۶ آبادی خالی از سکنه است.